# Wojciech Jankowski (żużel)

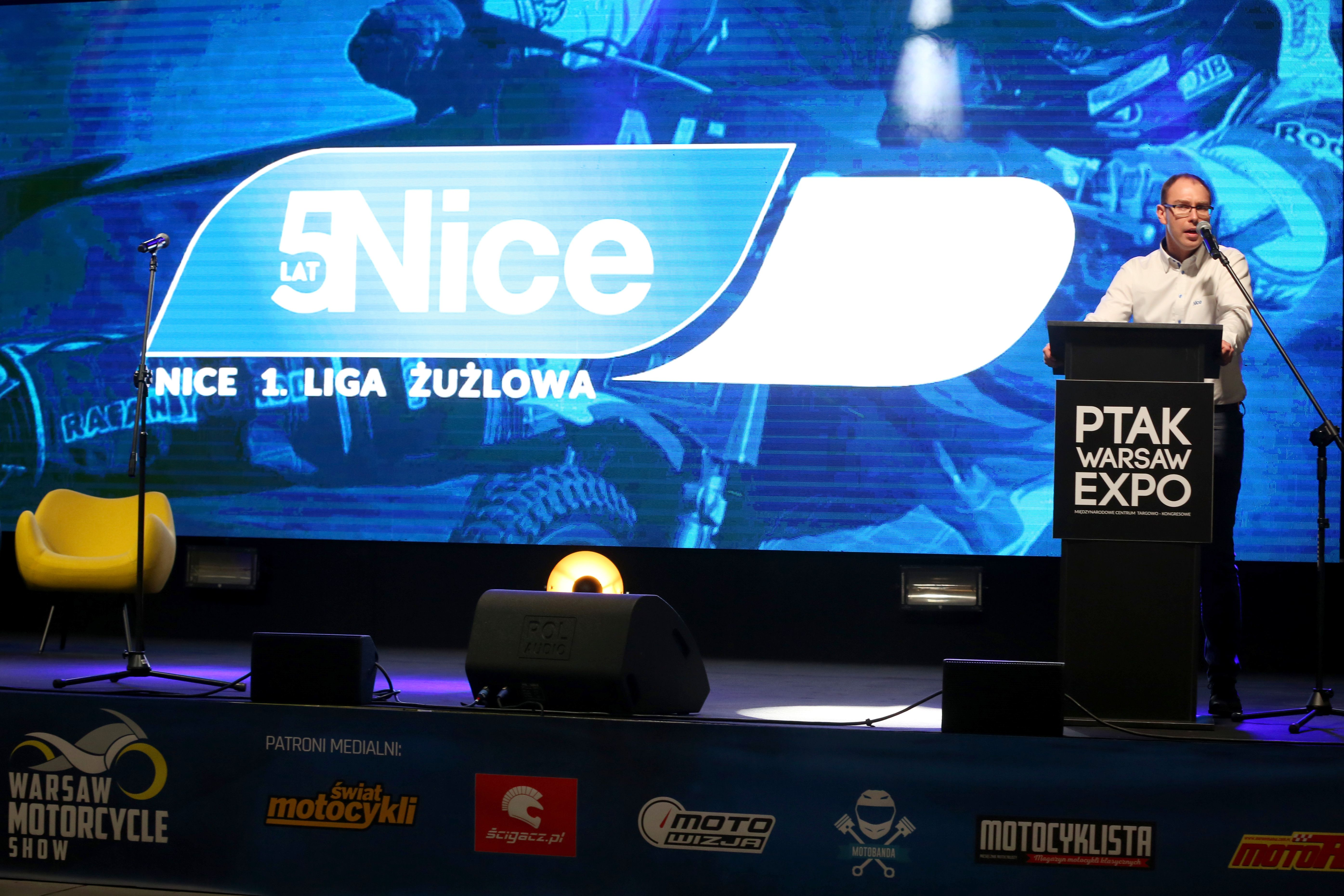
5 lat Nice 1. Ligi Żużlowej

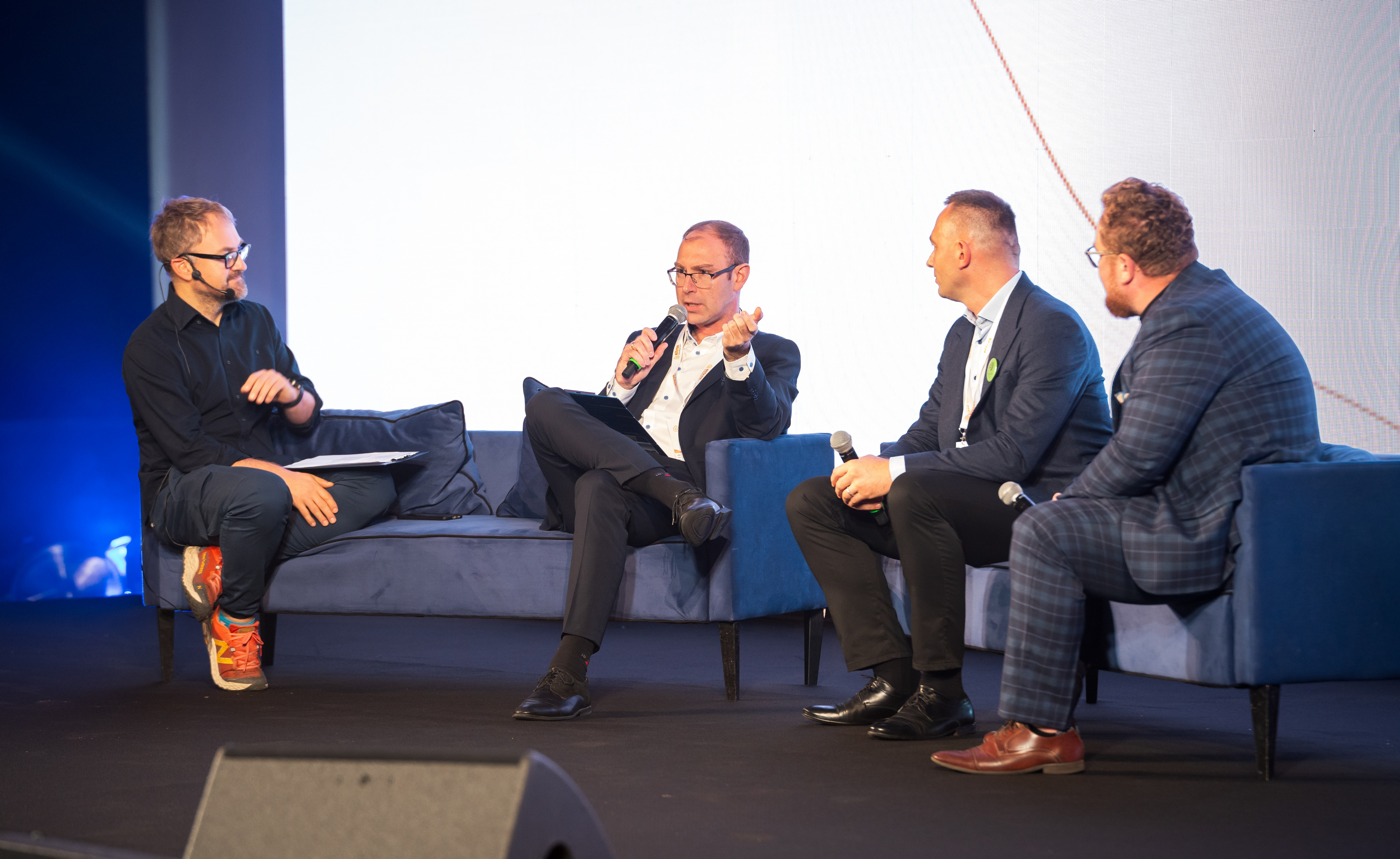
Wojciech Jankowski na konferencji

Wojciech Jankowski (ur. 1987) – działacz i promotor sportu żużlowego. Organizator rozgrywek Nice Cup oraz Nice Challenge, a także żużlowego Memoriału Władysława Pietrzaka. Zawodowo od początku kariery związany z branżą budowlaną, automatyki budynkowej i osłonowej oraz smart home, odpowiedzialny za marketing i sprzedaż na terenie Polski oraz Europy Środkowo-Wschodniej, a także Izraela. Absolwent Szkoły Głównej Handlowej w Warszawie na kierunku Metody ilościowe w ekonomii i systemy informacyjne oraz Akademii Leona Koźmińskiego w Warszawie. 
Żonaty, ma dwójkę dzieci.

## Biografia
W 2014 roku współpracował z Polskim Związkiem Motorowym, Główną Komisją Sportu Żużlowego oraz firmą Nice nad strategią rozwoju Pierwszej Ligi Żużlowej i transmisji telewizyjnych na ogólnodostępnej antenie TVP Sport oraz TVP Regionalna. Od 2014 do 2019 reprezentował sponsora tytularnego tych rozgrywek, rozwijając projekt pod nazwą Nice 1. Ligi Żużlowej.
W latach 2014–2023 organizował i promował cykl Nice Cup – jeden z najdłuższych cyklów w sporcie młodzieżowym organizowanych przez prywatny podmiot. Łącznie w ramach rozgrywek na przestrzeni 10 lat odbyło się w ramach Nice Cup ponad 70 rund na torach w Polsce, Czechach, Wielkiej Brytanii i na Łotwie. Jednym z największych wydarzeń w trakcie Nice Cup była reaktywacja toru żużlowego w 2023 roku w Świętochłowicach. W latach 2017–2019 cykl odbywał się w nietypowej formule, w której zawodnicy przed rozpoczęciem zawodów losowali silniki, na których mieli startować. Celem miało być zapewnienie startu zawodników w porównywalnych warunkach sprzętowych. Podobną rywalizację dla seniorów Jankowski organizował w ramach cyklu Nice Challenge. Za organizację Nice Cup wyróżniony nagrodą Prezydenta Torunia.
We współpracy z Polskim Związkiem Motorowym promuje w Polsce nową dyscyplinę sportu flat track, long track (żużel na długim torze) oraz ice speedway. W latach 2010–2012 pełnił funkcję rzecznika prasowego reprezentacji Polski w wyścigach motocyklowych na lodzie oraz organizował zawody w Sanoku (tor Błonie), Gnieźnie (na jeziorze Winiary) oraz Poznaniu (na jeziorze Malta). Od początku istnienia współpracuje z firmą One Sport przy organizacji cyklu Indywidualnych Mistrzostw Europy na żużlu (SEC).
W przeszłości ekspert w telewizji Orange Sport oraz innych stacji telewizyjnych, a także korespondent Tygodnika Żużlowego. W latach 2010–2014 posiadał licencję kierownika zawodów FIM. Od 2009 roku jest wiceprezesem zarządu Warszawskiego Towarzystwa Speedwaya, które walczy o trwałą reaktywację sportu żużlowego w Warszawie. W latach 2011–2012 jako kierownik drużyny WTS Nice Warszawa zdobył złoty oraz brązowy medal w rozgrywkach o Młodzieżowe Mistrzostwo Polski Par Klubowych, a także dwa brązowe medale w rozrywkach Młodzieżowych Drużynowych Mistrzostw Polski.